# Kápolnai csata
A kápolnai csata az 1848–49-es forradalom és szabadságharc 1849. február 26-27-én lezajlott eseménye volt.
Eredményeképpen a csatatér a császári-királyi csapatok kezén maradt, akik nem aknázták ki a helyzetet, és visszavonultak Budára. Így a magyar honvédsereg sem szenvedett vereséget.
Ténylegesen a Görgei-hadtest nem tudott beavatkozni, miután Görgei – „nem találván meg a főhadiszállást” késedelmesen vette volna fel a harcérintkezést. Klapka elfelejtette biztosítani a Siroki-völgyet, így a visszavonulás elkerülhetetlen volt. A szabadságharc egyetlen kétnapos ütközetének mérlege valójában az „eldöntetlen” felé hajlott, hiszen egyik fél sem érte el stratégiai célját, bár Windisch-Grätz, a császári-királyi hadsereg vezetője túlértékelte a csatát, és azt jelentette a bécsi udvarnak, hogy „a lázadó hordákat iszonyú mennyiségben pusztította el”. Ennek hatására adta ki az ifjú Ferenc József, aki a hadvezéri jelentést komolyan vette, 1849. március 4-én az olmützi alkotmányt. A későbbi hadi események – a tavaszi hadjárat – igazolták, hogy a magyar hadtestek megőrizték ütőképességüket, harckészségüket, Windisch-Grätz jelentése tehát mindenképpen túlzás volt.

## A lengyel fővezér
Az 1830/31. évi lengyel szabadságharc fővezérét, Dembiński tábornokot 1849. január elején Teleki László küldte Párizsból Magyarországra. Az 1831. évi litvániai visszavonulásával Európa-szerte híressé lett Dembiński neve nyilván nem volt ismeretlen a novemberi felkelés eseményeit ifjúkorában figyelemmel kísérő Kossuth előtt.

## Rögeszmés terv – hibás taktika

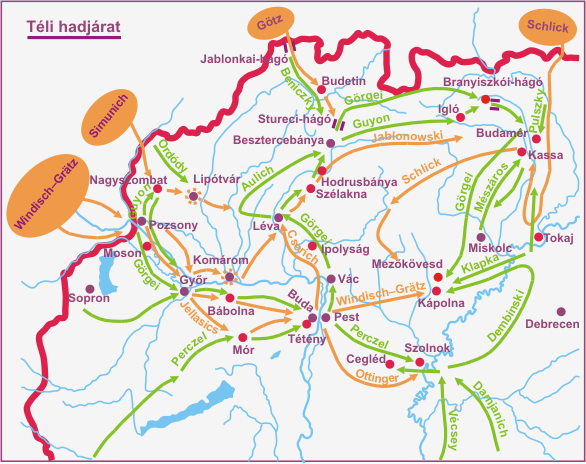
A téli hadjárat a főhadszíntéren

A lengyel tábornok kinevezése azonban szerencsétlen választásnak bizonyult. Dembiński titkolózó, bizalmatlan természete, lobbanékony, indulatos magatartása nem nyerte el a magyar hadtestparancsnokok rokonszenvét. A tábornok összeveszett Perczellel, feljelentette Klapkát Kossuthnál, majd Görgeivel keveredett indulatos szóváltásba.

Dembiński haditervéről annyit tudunk, hogy Mezőkövesd és Eger táján akarta megvívni a döntő csatát. Előtte azonban két hadosztállyal Szolnok térségében tüntető támadást indított volna a várost védő császári-királyi dandár ellen. Olyan mániákusan ragaszkodott tervéhez, hogy az elszigetelten álló Schlik-hadtest üldözését is megtiltotta, abból kiindulva, hogy ha Schlikre súlyos vereséget mérnek, Windisch-Grätz nem mer elmozdulni Budáról, s akkor, bizony, lőttek a Mezőkövesd és Eger közötti csatának. Ezzel magyarázható, hogy amikor Klapka február 24-én Pétervásárán rajta akart ütni Schlik hadtestén, Dembiński az egyik oszlopot visszarendelte, s így a kívánt siker ismét elmaradt.

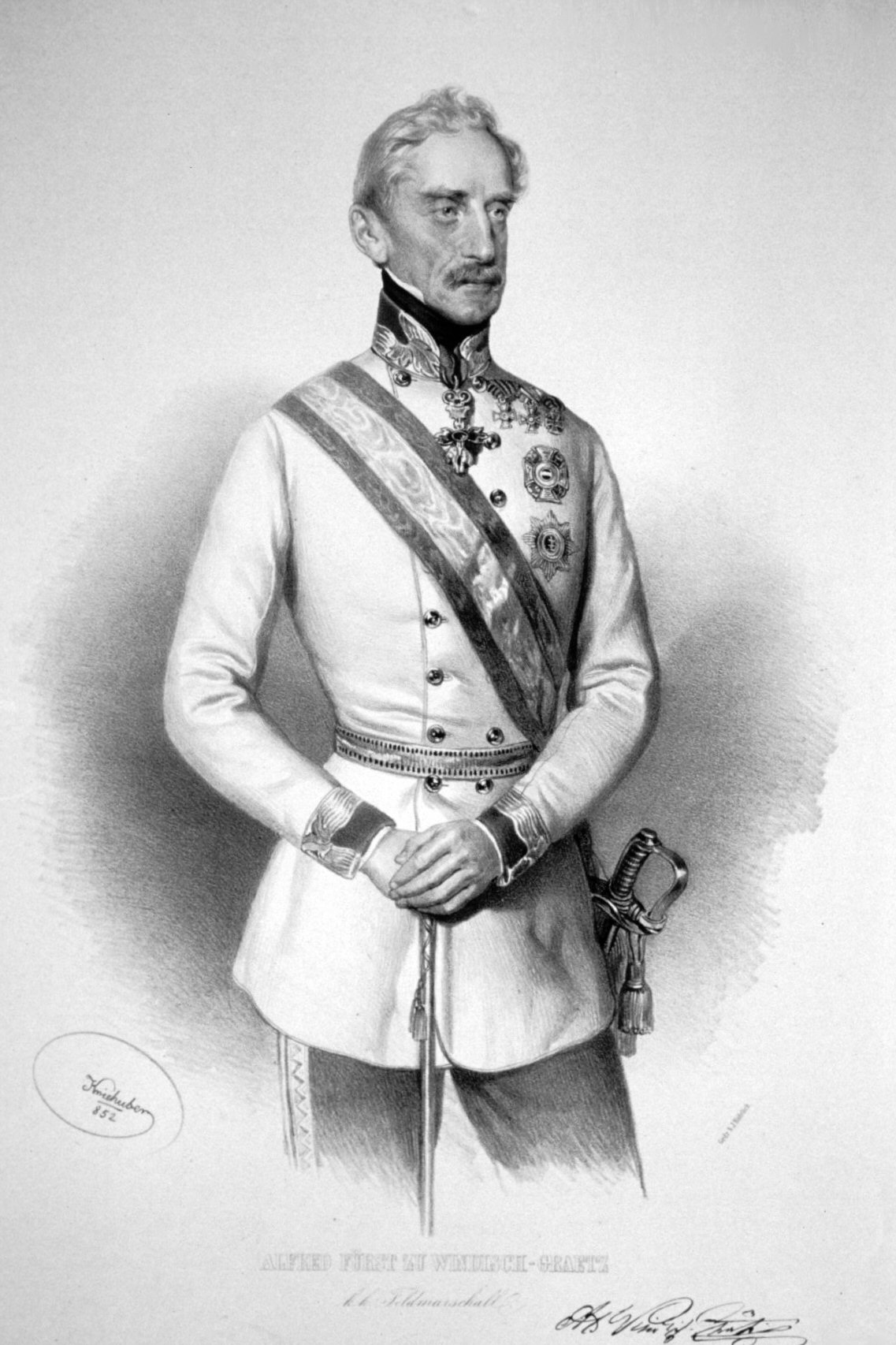
Windisch-Grätz, a császári seregek parancsnoka a téli hadjárat alatt. Josef Kriehuber litográfiája, (1852)

## Erőviszonyok
A Schlik-hadtest veszélyeztetett helyzetét és a magyar csapatok aktivitását látva Windisch-Grätz február közepén megindította csapatait a Tisza-vonal felé. Egyrészt meg akarta akadályozni a magyar hadsereg összpontosítását, illetve meg akarta előzni annak előrenyomulását, másrészt fel akarta venni a kapcsolatot Schlik hadtestével, amellyel eddig csak futárok útján tartotta az összeköttetést. Windisch-Grätz tábornagy a támadásra 30 000 katonát és 165 löveget mozgósított.
A magyar fél ereje (olasz és lengyel önkéntesekkel) körülbelül 43 000 főt és 150 löveget tett ki, ebből a fővezér a csatában 36 000 emberre és 136 lövegre számíthatott. Megvolt tehát az esély a magyar győzelemre. Ennek azonban volt egy alapvető feltétele: az erők összevonása. Dembiński éppen ezt mulasztotta el.

A császári-királyi főerők február 26-án délelőtt 10 órakor indultak meg Gyöngyösről, s délután 2 óra tájban ütköztek először a Tarna vonalán álló magyar csapatokba. Az I. hadtest Dessewffy Arisztid ezredes vezette hadosztálya Verpeléten foglalta el állását. Egy kisebb különítménye a siroki szorost őrizte. A község elé érkező ellenséges csapatok hamar felismerték, hogy a magyar hadosztály jóval erősebb náluk, ezért rövid csatározás után délkeleti irányban, Feldebrő felé fordultak.

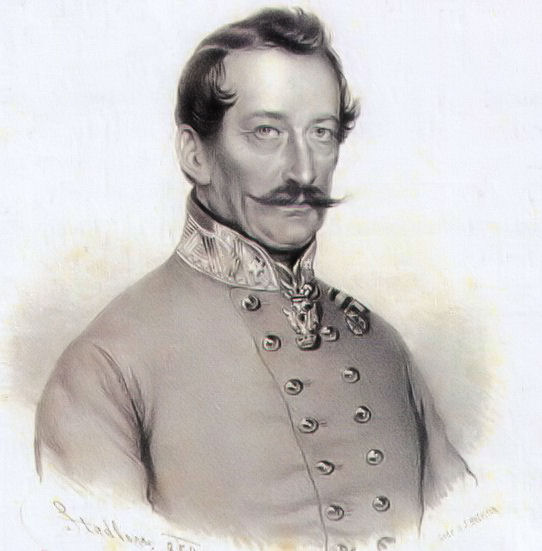
Franz Wyss, a későbbi csornai ütközetben elesett cs. kir. tábornok. Korabeli litográfia

## A csata lefolyása

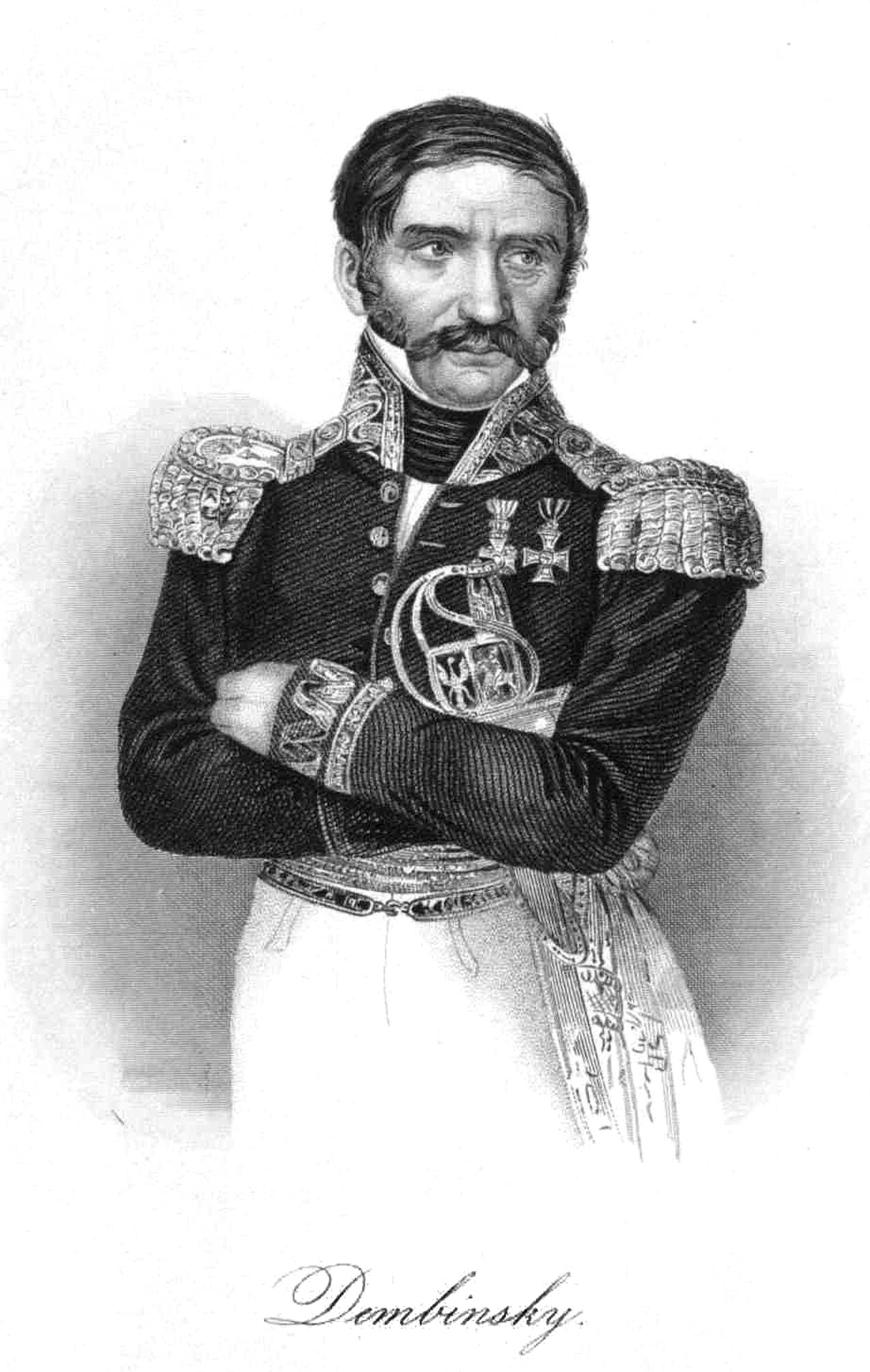
Henryk Dembiński, a lengyel származású magyar fővezér a kápolnai csatában. A vereség után leváltják

### Lerombolt hidak a Tarnán
A VII. hadtest Poeltenberg-hadosztálya déli 12 óra tájban vonult be Feldebrőre. Poeltenberg délután 2-kor rohamlépésben indította meg csapatait, s átkelt a Tarnán. Hadosztálya kezdetben a Colloredo vezérőrnagy vezette dandárral keveredett harcba az aldebrői erdőben. Eleinte egyik fél sem tudta kierőszakolni a döntést, ám Colloredo újabb és újabb erősítéseket kapott, így Poeltenberg kénytelen volt kiüríteni az erdőt. Miután Kápolna felé kiküldött járőreitől semmilyen hírt nem kapott, a császári-királyi tüzérség tüzében átkelt a Tarnán, lerombolta a hidakat, kiürítette Al- és Feldebrőt, majd visszavonult Kerecsend felé. A császári-királyi csapatok megszállták az erdőt, de a Tarnán nem keltek át, s nem szállták meg a két községet sem. Az éjszaka folyamán egy huszárjárőr élén Poeltenberg személyesen lovagolt vissza Kápolnára. Itt az időközben megérkezett Dembińskitől azt az utasítást kapta, hogy hadosztályával térjen vissza Al- és Feldebrőre. Az ezredes másnap reggel már Al- és Feldebrőnél állomásozott.

### Elkésett parancs
Az I. hadtest Máriássy-hadosztályának Driquet-dandárja a csata kezdetén a Tarna nyugati partján, a kompolti erdő és a kápolnai szőlők között állt fel. Máriássy János ezredes rendelkezésére állt még a Császár-huszárezred négy százada is. Máriássy csapataival megpróbálta megkerülni a Franz Wyss vezérőrnagy vezette császári-királyi dandárt, ám kísérletét felfedezték. Wyss lovassága szétszórta a megkerülő oszlop élén haladó huszárokat, majd a négyszögbe fejlődő honvédzászlóaljat is. A Máriássy által vezetett Császár-huszárok azonban megállították a császári-királyi lovasságot. A hadosztály végül is rendben vonult vissza a Kápolna előtti, de még mindig a Tarna nyugati partján lévő állásba. A II. hadtest Kisfaludy Mór őrnagy vezette dandárja Kálnál állt fel. A dandár az első ágyúszóra átkelt a Tarnán, s szembeszállt a császári-királyi csapatokkal. Noha mind létszámát, mind tüzérségét tekintve gyengébb volt ellenfelénél, megőrizte állásait, s tüzérségével nagy veszteséget okozott az ellenségnek.

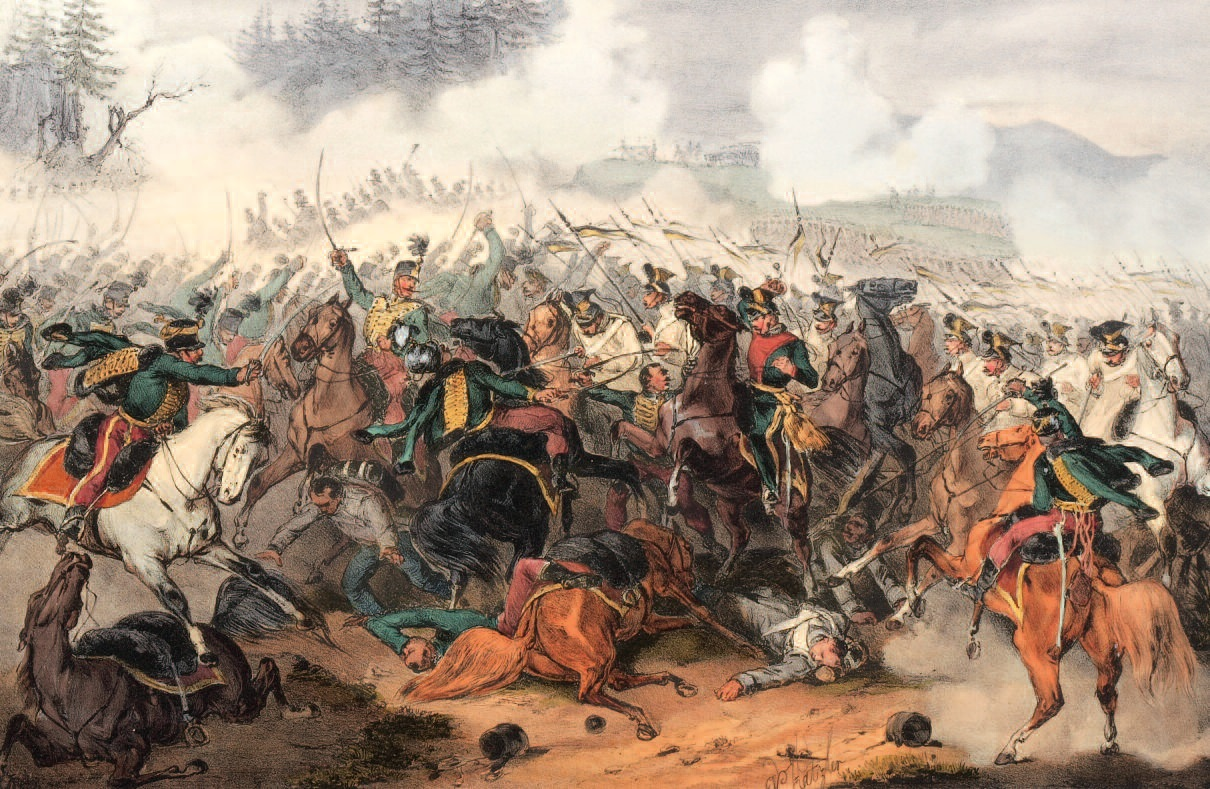
Lovascsata Kápolnánál

Maga a fővezér, Dembiński éppen Egerben ebédelt Görgeivel, amikor az első ágyúszót meghallották. Azonnal kocsira ültek, s Kápolnára siettek. Sötétedés előtt értek oda. Ebben a helyzetben a legfontosabb teendő a csapatok összpontosítása lett volna. Dembiński este 7 órakor adta ki intézkedéseit a hátrébb lévő csapatok megindítására. Ezek közül azonban csak két hadosztály kapta meg időben a parancsot. Így a Sulcz-hadosztály egy része a Verpelétet védő csapatokhoz csatlakozott, az Aulich-hadosztály pedig Kálra vonult.

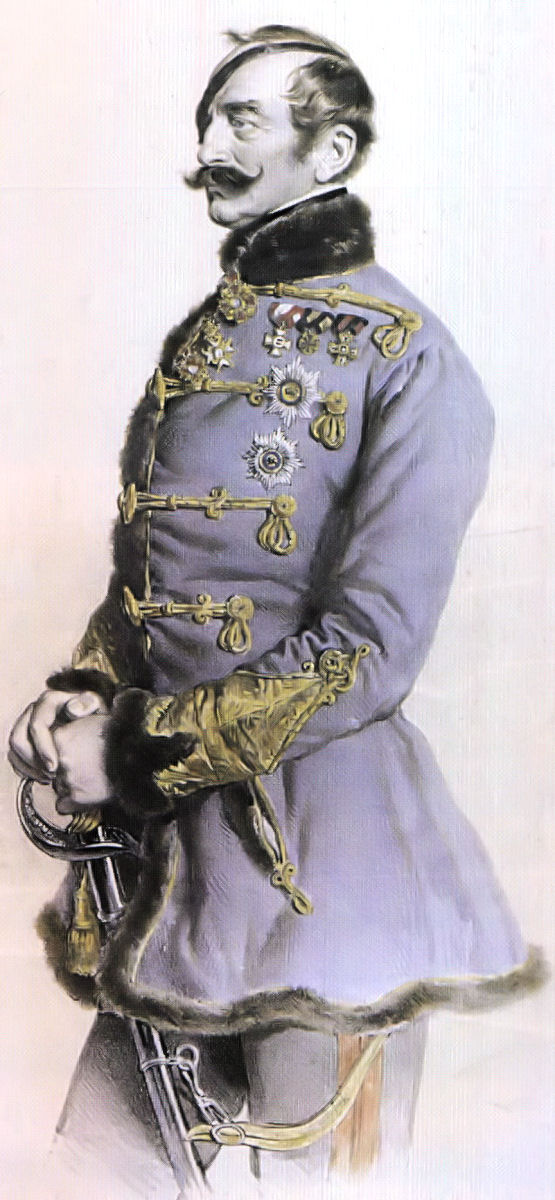
Franz von Schlik (Josef Kriehuber litográfiája)

### A siroki szoros
Az éjszaka folyamán romlott a magyar fél helyzete. A Pétervásárán álló Schlik-hadtest ugyanis lényegében harc nélkül megszállta a siroki szorost, s ezzel a Verpeléten álló magyar csapatok oldalába került.

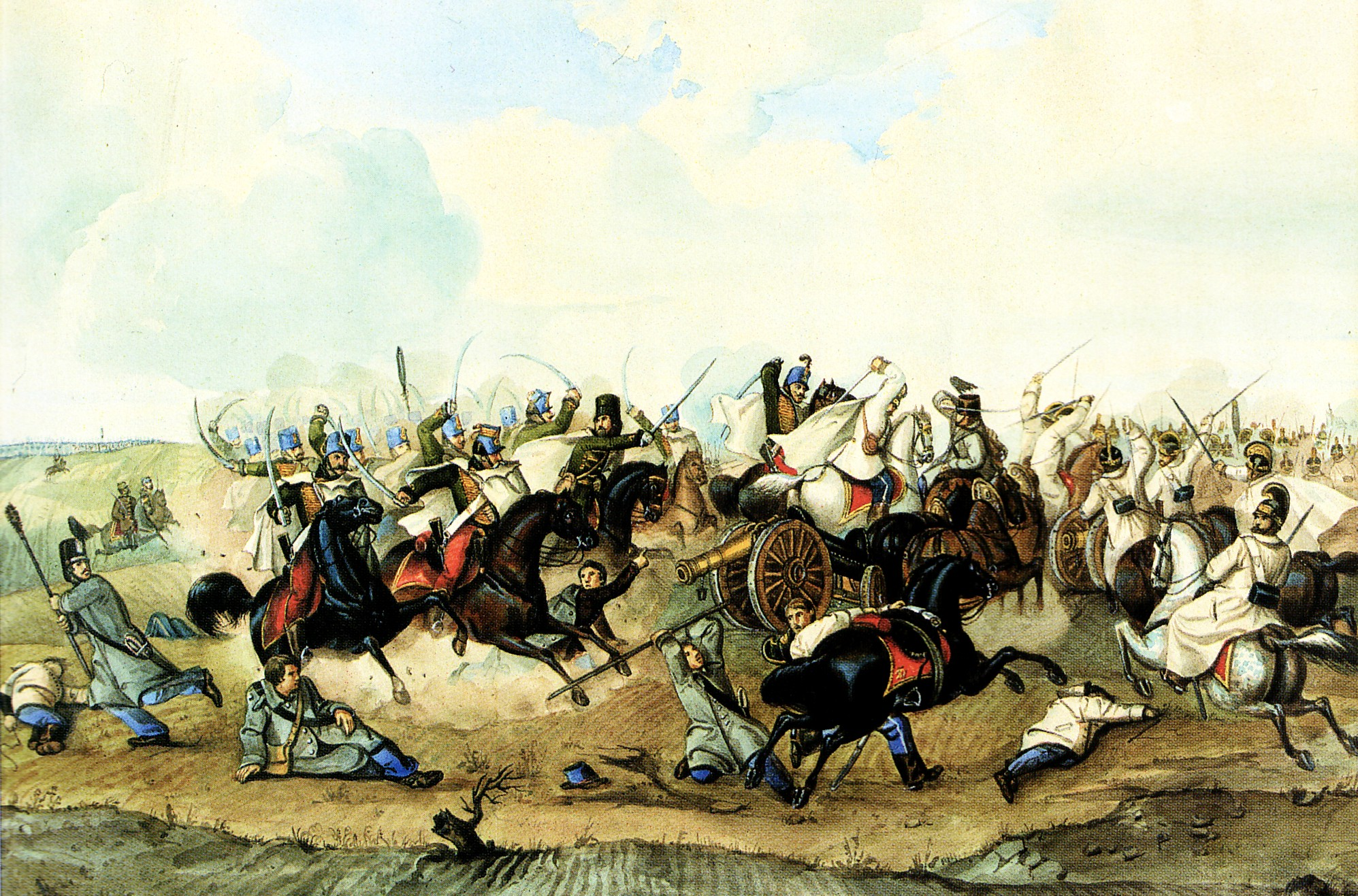
Lovasharc Verpelét térségében

A csata február 27-én folytatódott. A császári-királyi fővezér célja Kápolna elfoglalása, vagyis a magyar arcvonal átszakítása és a magyar jobbszárny felmorzsolása volt. Ekkor ugyanis már tudta, hogy Schlik elfoglalta a siroki szorost, s hadtestével Verpelét, a magyar jobbszárny legszélső állása felé tart.
Verpelét megtartása Klapka feladata volt – egyetlen hadosztállyal. Dembiński utasította Klapkát, hogy foglalja vissza a siroki szorost. Segítségül küldte Poeltenberget is. Egyben felszólította Görgeit, vegye át a vezérletet Verpelétnél, s akadályozza meg az ellenséges erők egyesülését. Poeltenberg akkor érkezett meg Verpelét elé, amikor a község Schlik kezére került, de még éppen időben ahhoz, hogy Schlik vérteseinek rohamát huszáraival visszaverje. Klapka e siker után megpróbálta visszavenni a községet – sikertelenül.

### Elakadt támadás

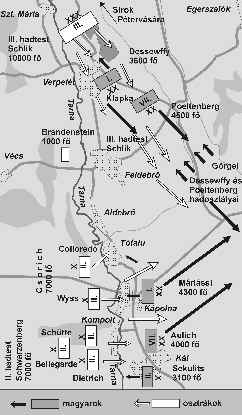
A kápolnai csata

Ekkor érkezett a helyszínre Görgei. A Dessewffy- és a Poeltenberg-hadosztály élén délután 2–3 óráig feltartóztatta Schlik hadtestét a Verpeléttől keletre fekvő magaslatokon. Ekkor azonban kénytelen volt Kerecsend felé visszavonulni, ha nem akarta kockáztatni, hogy a Kápolnán, Kálon és Tófalun át előretörő ellenség elvágja visszavonulási útját. 

Henryk Dembiński honvéd altábornagy a kápolnai csatában

Kápolnánál Dembiński a Máriássy-hadosztályt visszavonta a Tarna keleti, alacsonyabban fekvő partjára, s eltorlaszoltatta a folyón átvezető hidat. A község védelmét a Driquet-dandárra bízta. Máriássy János alezredes figyelmeztette Dembińskit, hogy nehezen védhetik meg Kápolnát, hiszen a túlpart uralkodik az innenső felett, ám a tábornok nem hallgatott rá. A Wyss-dandár valóban átnyomult a hídon, s a község nagy részét birtokba vette. Dembiński erre rohamra vezényelte a Driquet-dandár gyalogságát. A 44. és 47. zászlóalj, illetve a Zanini-zászlóalj két kísérletet is tett a község visszavételére.
A Psotta Móric őrnagy és Mednyánszky Cézár tábori főlelkész által vezetett Zaniniak egészen a Tarnán átívelő kőhídig jutottak, itt azonban az ellenség gyűrűjébe kerülve a zászlóalj nagy része megadta magát. A két honvédzászlóalj rohamát a császári-királyi csapatok által megszállt, a falu keleti szélén álló kocsma ellen Máriássy személyesen vezette. A két zászlóalj be is vette a kocsmaépületet, amelyet ezután a 44. zászlóalj szállt meg. A Zanini-zászlóalj fegyverletétele után azonban az egész Wyss-dandár erre a két zászlóaljra zúdult, s kiűzte a honvédeket a kocsmából. Máriássy még egy kísérletet tett a visszavételre, de aztán kénytelen volt visszavonulni Kerecsend felé. Az ellenség támadása azonban itt el is akadt, s Windisch-Grätz a községtől északra, Tófalun át próbálta megkerülni a magyar csapatokat, hogy visszaűzhesse őket.

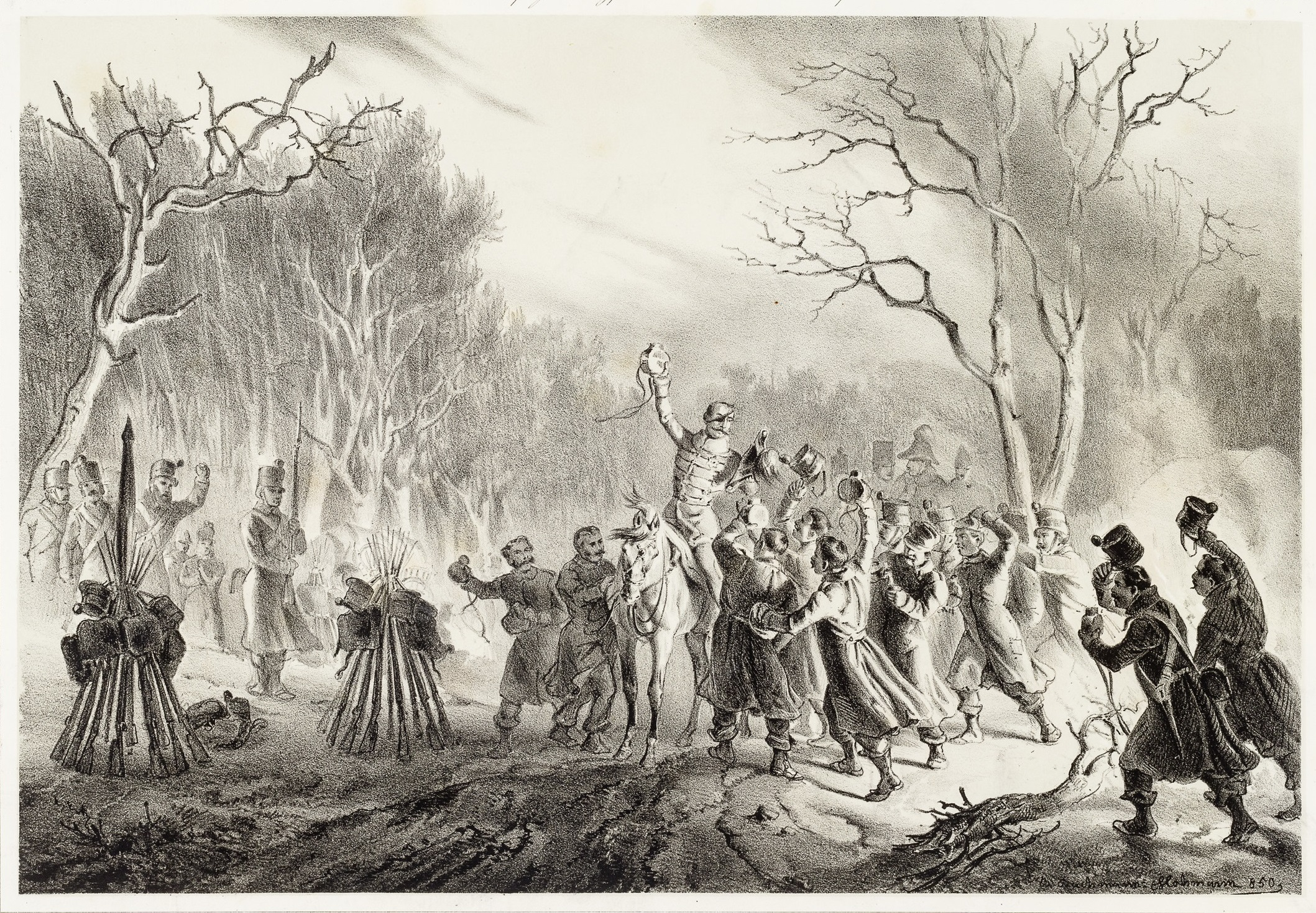
Schlik és katonái a győzelmet ünneplik

## A fővezér leváltása
A Kálnál álló magyar csapatokat Dembiński még az éjszaka folyamán visszavonta a Tarna keleti partjára. Aulich csapatai február 27-én visszaverték az ellenség valamennyi támadását. Aulich azonban a Kápolna visszavételére indított támadás előtt parancsot kapott Dembińskitől, hogy csapataival vonuljon északnak, s onnan biztosítsa a támadást. Aulich meg is indult, útközben azonban értesítették, hogy a császári-királyi csapatok kiszorították Kálról a Kisfaludy-dandárt. Aulich erre visszafordult Kál felé, de mire odaért volna, Dembiński utasította, hogy a Kisfaludy-dandárral együtt ő is vonuljon vissza.
Noha időközben Guyon és Kmety hadosztályai is megérkeztek Kerecsend környékére, Dembiński nem folytatta a csatát, hanem elrendelte a visszavonulást. Ennek során ismét tanújelét adta hadvezéri alkalmatlanságának. Klapka hadtestének tisztjei erre kijelentették, hogy csak akkor követik Dembiński utasításait, ha azokat valamelyik hadtestparancsnok ellenjegyzi. A március 3-án Tiszafüreden összeült tiszti gyűlésre Görgei Artúr indítványára meghívták Szemere Bertalant, a politikai hatalom teljhatalmú képviselőjét, s őt kérték fel közvetítésre. Szemere a hadtestparancsnokok kíséretében felkereste Dembińskit, s megpróbálta rávenni arra, hogy tartson haditanácsot. Mivel erre nem volt hajlandó, Szemere ideiglenesen Görgeire bízta a fővezéri posztot.